# Fuenteguinaldo
Fuenteguinaldo est une commune de la province de Salamanque dans la communauté autonome de Castille-et-León en Espagne.

## Histoire
La fondation de Fuenteguinaldo remonte au repeuplement de la région décidé par les rois de León au Moyen Âge.
Durant la guerre d'indépendance espagnole, c'est à Fuenteguinaldo, qu'est installé le quartier général du Duc de Wellington.

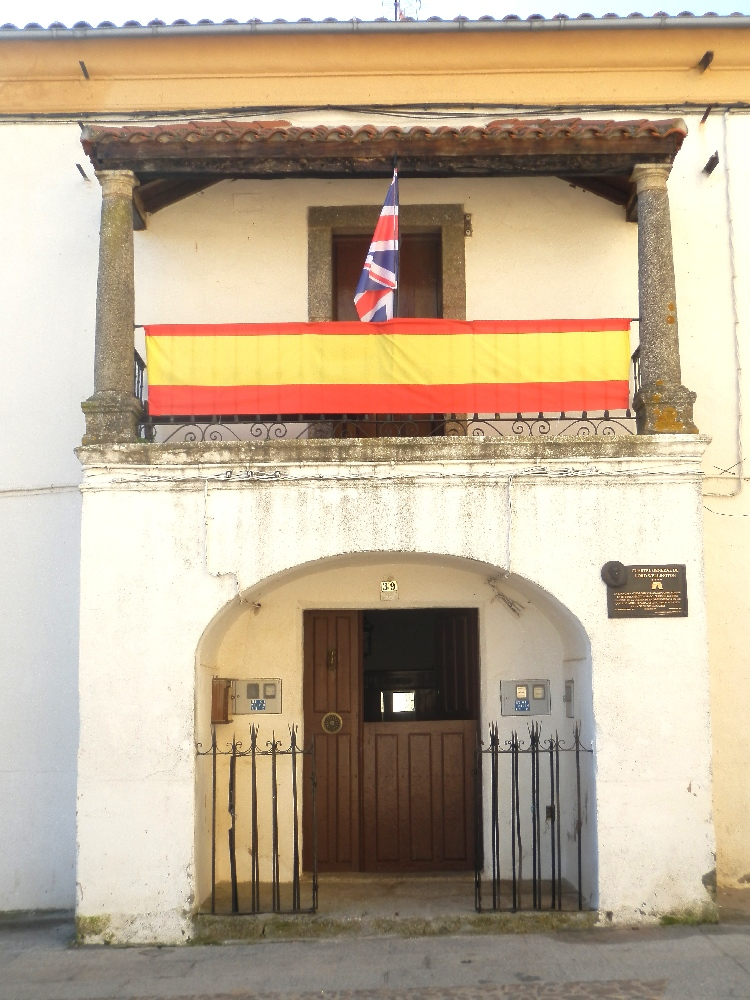
Maison ou vivait Lord Wellington à Fuenteguinaldo.
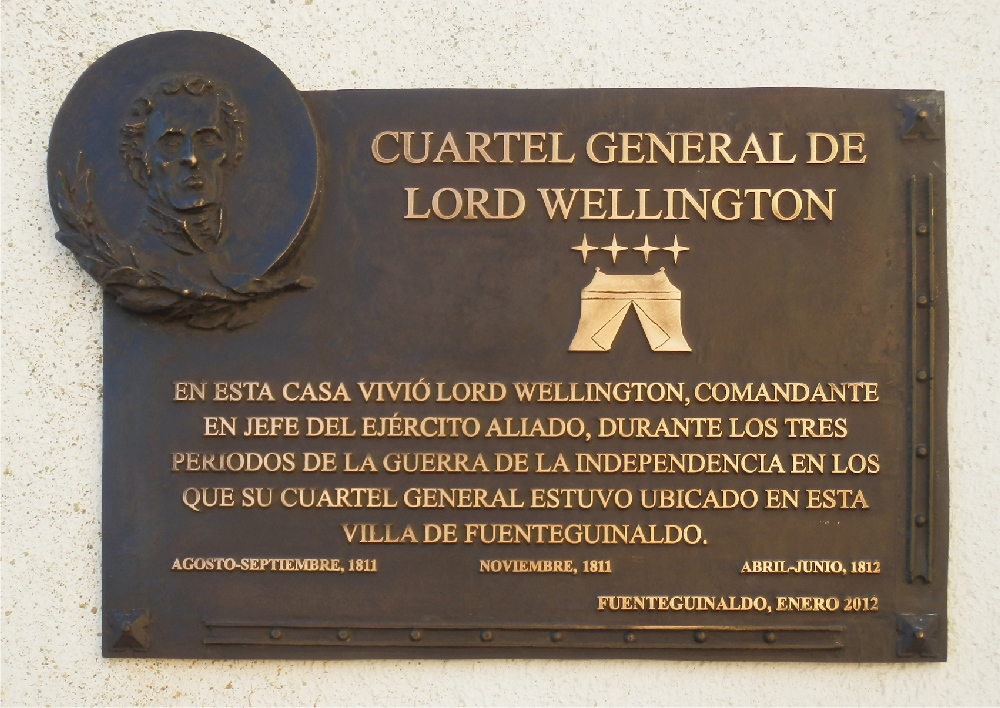
Plaque commémorative.

Avec la création des provinces actuelles en 1833, Fuenteguinaldo est rattaché à la province de Salamanque dans la région de León.

### Sources
- (es) Cet article est partiellement ou en totalité issu de l’article de Wikipédia en espagnol intitulé « Fuenteguinaldo » (voir la liste des auteurs).